# Ізяслав Інгварович
Ізясла́в І́нгварович (? — 31 травня 1223) — останній князь дорогобузький (1220—1223). Представник дому Волинських Мономаховичів із династії Рюриковичів. Син луцького князя Інгвара Ярославича. Разом з троюрідним братом Данилом Романовичем та дядьком Мстиславом Німим брав участь у битві на Калці, де й загинув. Нащадків не залишив. Після його смерті Дорогобузьке князівство увійшло до складу Володимирського.

## Дослідження останків
За легендою останки Ізяслава Інгваревича зберігалися у підземеллях Луцька. Розкопки замкового храму в середині 1980-х років виявили за апсидою церкви серед інших залишків князівську гробницю зі скелетом, якому наконечником татарської стріли прострелено череп.
2018 року Святослав Шеломенців-Терський, професор історії у Львівській політехніці, припустив, що цей скелет міг належати князю Ізяславу Інгваровичу. В ДНК останків була виявлена Y-хромосомна R1a1a1b1a1a1c1-M458>L1029 і мітохондріальна гаплогруппа H7. Roberta Estes в свої статті посилається на H7 гаплогрупу з сервісу Family Tree Dna, що в свою чергу показується також на платформі SNP Tracker. Це не сходиться з даними із сервісу MyTrueAncestry де подається гаплогрупа H1-d4a, що в певній мірі підтверджується результатами мтДНК аналізу на платформі YFull, де під гаплогрупою H1-d4a* вказаний ідентифікатор Ізяслава - VK541). Проте Y-хромосомна гаплогрупа не збіглася з жодною із гаплогруп відомих Рюриковичів і майже не зустрічається у Скандинавії.

### Монографії
- Войтович Л. 3.15. Волинська гілка Мономаховичів. Болохівські князі. Острозькі. Заславські. //  Князівські династії Східної Європи (кінець IX — початок XVI ст.). Львів: Інститут українознавства, 2000.
- Войтович Л. Княжа доба: портрети еліти . — Біла Церква, 2006.

### Статті
- Margaryan A. et al. Population genomics of the Viking world // Nature volume 585, pages 390–396, 16 September 2020 (Population genomics of the Viking world // BioRxiv, 2019).